# Alberto Poletti
Alberto José Poletti (Buenos Aires, 20 de junio de 1946) es un futbolista retirado argentino quién jugó como portero. Fue principalmente conocido por ser parte del exitoso Estudiantes de La Plata equipo de 1967 a 1970. Empezó su carrera con Estudiantes en 1965. Su último partido con ellos fue el 16 de diciembre de 1970 contra Vélez Sarsfield.

## Trayectoria

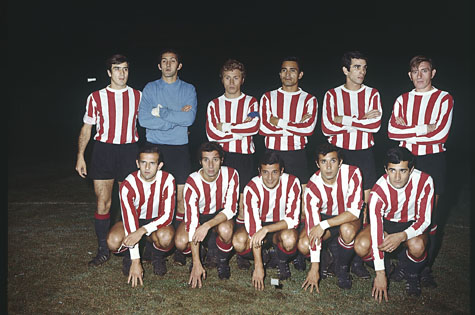
Estudiantes de La Plata en 1968

Comenzó a la edad de 13 años en las inferiores del Club Atlético Atlanta, institución de la cual no solo era cercana a su domicilio sino que además simpatizaba. Sin embargo no alcanzó a debutar en el primer equipo, en cambio lo haría en 1961 en el modesto Club Sacachispas, club que en entonces alternaba entre la Primera C y la Primera D. Fue en ese club de Villa Soldati donde debutó Poletti en 1961 a la edad de 15 años.
Hacia comienzos de 1964, las buenas actuaciones de Poletti llamaron la atención de los dirigentes de Estudiantes de La Plata quienes los adquirirían no solo a él sino a otro histórico: Eduardo Luján Manera. Su llegada a Estudiantes, en 1964, no fue para integrar el equipo de primera, sino la reserva (Tercera División). Una categoría que quedaría en el recuerdo como “La Tercera que mata”, siendo subcampeona de su división en 1964 y coronándose monarca al año siguiente.
Fue en 1965 donde comenzaría a jugar en primera división. Ese fue el año bisagra en la historia de Estudiantes. En enero de ese año arribó al club nada menos que Osvaldo Juan Zubeldía, un joven entrenador que registraba muy buenas campañas con Atlanta, pero que llegó a La Plata en el mayor de los silencios.
Osvaldo Zubeldía subió a ocho de ese equipo campeón de inferiores: Poletti, Aguirre Suárez, Malbernat, Manera, Pachamé, Echecopar, Eduardo Flores y Juan Ramón Verón.
El domingo 25 de abril de 1965 debutaría en la derrota 2-3 en cancha de Banfield, el jovencito Poletti se adueñó del arco y gozó de la confianza del nuevo entrenador hasta el final del torneo, en el cual Estudiantes finalizó en un destacado 5.º puesto sobre 18 participantes. Habiendo jugado 33 de los 34 encuentros de su equipo, recibió 37 goles y terminó 8 veces con la valla invicta.
En el Torneo Metropolitano 1967 Estudiantes se coronaría campeón. En el Torneo Nacional siguiente sería subcampeón nacional invicto. 
Ya en 1968, el elenco platense volvió a tener una excepcional labor en el Metropolitano, pero esta vez los dirigidos por Zubeldía se quedaron en las puertas de la gloria, clasificando Estudiantes como subcampeón del recordado equipo de San Lorenzo que pasó a la historia como “Los Matadores”. Luego vendrían las 3 Copas Libertadores y la Copa Intercontinental 1968.
En el verano de 1971, "El Flaco" pasa a Huracán pero solamente en el Metropolitano de 1971. El arquero estuvo presente en 14 de los 36 cotejos disputados. El debut con su nuevo club tuvo lugar nada menos que en el viejo estadio de 1 y 57, ese lugar que había sido su casa durante tantos años. El 7 de marzo de aquel año, en el marco de la fecha inaugural del certamen, Estudiantes igualó 1-1 con Huracán. En la 13.ª jornada agarró la dirección técnica César Luis Menotti, el técnico que pese a un estreno espantoso (0-3 en La Boca) un par de años más tarde le daría la gloria máxima a Huracán. Este cambió a Néstor Hernandorena para la titularidad en lugar de Poletti.
Ya sin ganas de continuar atajando en la Argentina, cansado de las polémicas y también aquejado por algunas lesiones, el destino final de Poletti fue el fútbol griego, más precisamente para defender los colores del Olympiakos. Allí el argentino mostró destellos de su talento, y fue parte del equipo que consiguió ganar la liga en la temporada 1972/73. Pero ni siquiera la “zanahoria” de jugar la Copa de Campeones de Europa 73/74 fue suficiente, y debido a un grave problema lumbar y a una rodilla que lo tenía a maltraer decide abandonar la actividad.
Estuvo presente como invitado en el 120 aniversario del Club Estudiantes de La Plata.

## Palmarés

### Campeonatos nacionales
| Título           | Club                    | País      | Año     |
| ---------------- | ----------------------- | --------- | ------- |
| Primera División | Estudiantes de La Plata | Argentina | M-1967  |
| División A       | Olympiakos Fútbol Club  | Grecia    | 1972/73 |

### Campeonatos internacionales
| Título                | Club                    | Sede       | Año  |
| --------------------- | ----------------------- | ---------- | ---- |
| Copa Libertadores     | Estudiantes de La Plata | Montevideo | 1968 |
| Copa Intercontinental | Estudiantes de La Plata | Mánchester | 1968 |
| Copa Interamericana   | Estudiantes de La Plata | Montevideo | 1969 |
| Copa Libertadores     | Estudiantes de La Plata | La Plata   | 1969 |
| Copa Libertadores     | Estudiantes de La Plata | Montevideo | 1970 |